# Choi Yo-sam
Choi Yo-sam (* 1. März 1972 in Jeongeup, Jeollabuk-do; † 3. Januar 2008 in Seoul) war ein südkoreanischer Profiboxer und Weltmeister nach Version der WBC.

## Leben
Choi Yo-sam wurde im Jahr 1993 Profi-Boxer und gewann sechs Jahre später im Halbfliegengewicht den WM-Titel des Verbandes WBC mit einem Sieg gegen Saman Sorjaturong aus Thailand. Diesen Titel verteidigte Choi drei Mal, bevor er ihn 2002 nach einem Technischen K. o. in der 6. Runde an Jorge Arce (Mexiko) verlor. Nach dieser Niederlage kämpfte der Südkoreaner eine Gewichtsklasse höher im Fliegengewicht, wo er mit Kim Jin-ho und Kim Jae-ho zwei Landsleute durch K. o. bezwingen konnte. 2004 kehrte Choi noch einmal in das Halbfliegengewicht zurück, um gegen den Kolumbianer Beibis Mendoza um den Interims-Titel der WBA zu boxen. Nach 12 Runden musste sich der Mann aus Südkorea jedoch durch ein einstimmiges Punkturteil zugunsten des Südamerikaners geschlagen geben.
Danach stieg Choi Yo-sam endgültig in das Fliegengewicht auf, wo er schließlich WBA-Weltmeister Lorenzo Parra aus Venezuela herausforderte. Auch diesen Kampf verlor der Mann aus Südkorea einstimmig nach Punkten.
Am 16. September 2007 kämpfte Choi gegen den Thailänder Terdkiat Jandaeng um den vakanten Interkontinental-Titel der WBO, wo er nach 12 Runden schließlich zum einstimmigen Punktsieger erklärt wurde. Am 25. Dezember 2007 verteidigte Choi zum ersten Mal seinen Titel gegen Heri Amol aus Indonesien. Kurz vor Ende der letzten Runde ging der Titelverteidiger zunächst zu Boden, konnte den Kampf aber noch zu Ende bringen und nach Punkten gewinnen. Unmittelbar nach Bekanntgabe des Urteils verlor Choi Yo-sam noch im Ring das Bewusstsein und musste in ein Krankenhaus eingeliefert werden, wo am 2. Januar 2008 sein Hirntod festgestellt wurde und er nach Abschaltung des Beatmungsgerätes am 3. Januar 2008 um 00.18 Uhr Ortszeit starb.
Nach seinem Tod wurden dem Sportler sechs seiner Organe entnommen. Er hatte zu Lebzeiten erklärt, sie spenden zu wollen.